# Johann Karl von Caraffa
Johann Karl von Caraffa (* 1671; † 3. Mai 1743) war ein kaiserlicher Feldmarschall. Im Jahr 1708 wurden er und sein Bruder Hektor zu Reichsfürsten erhoben.

## Leben
Er stammte aus der alten neapolitanischen Familie Caraffa und wählte wie viele seiner Familie den Militärdienst.
Er kämpfte vermutlich bereits in Ungarn, wo ein Caraffa das Schloss St. Hiob bei Wardein von den Türken eroberte.
Gewiss hatte er sich bereits als Oberst im Spanischen Erbfolgekrieg von 1701 bis 1706 bewährt. Am 19. April 1704 wurde er Generalfeldwachtmeister.
Er wurde am 12. August 1707 mit Rang vom 6. Januar 1706 Feldmarschalleutnant und zum Inhaber eines Kürassierregiments ernannt. In demselben Jahr eroberte er unter Daun bei dessen Feldzug ins Neapolitanische die Festung Pescara. Er stieg am 5. Mai 1716 zum General der Kavallerie auf. Außerdem übernahm er bei Ausbruch des Krieges von 1717 in Sizilien 1718 das Kommando der k. k. Truppen auf dieser Insel. Als er am 10. Oktober bei Mellazzo ankam, fand er 8000 Mann und einige Hundert Pferde sowie eine Festung in schlechtem Zustand. Mit diesem Korps sollte er die Insel gegen die Spanier verteidigen. Er erkannte das Warten keine Option war und griff die Spanier bei Mellazzo lagernden am 15. Oktober an. Diese wurden völlig überrascht und die Österreicher konnten das Lager erobern und die Spanier vertreiben. Mit den Lager fielen aber auch die Weinvorräte der Spanier und als die Spanier am Abend mit Verstärkung angriffen mussten sich die Österreicher in die Stadt zurückziehen. Anschließend beschränkte er sich auf die erfolgreiche Verteidigung des Platzes bis im November der Feldmarschall zum Jungen übernahm.
Caraffa blieb in Italien. Er wurde später nach der Abberufung Dauns dem Vizekönig von Neapel als kommandierender General zur Seite gestellt, wurde aber bald wieder abberufen.
Dennoch wurde er am 6. Oktober 1723 zum Feldmarschall befördert und Kommandeur der Truppen in Unteritalien. Er blieb bis zum Beginn des Polnischen Erbfolgekriegs in Italien. Er wurde krank, und als 1734 die Spanier in Unteritalien landeten, zeigte er sich der Situation nicht gewachsen. Er wurde nach Wien abberufen und übergab sein Kommando dem General Pignatelli.
In einem Kriegsgerichtsverfahren wurde er freigesprochen, erhielt aber nie wieder ein Kommando. Er starb 1743.